# 라코타어
라코타어(Lakȟótiyapi)는 수족의 서부 일파인 라코타족이 사용하는 언어이며 수어의 한 방언이다.

## 역사 및 기원
라코타족의 생성 이야기에 따르면 이 언어는 부족의 생성에서 기원하였다.